# پتروس راموس
پتروس راموس (فرانسوی: Pierre de La Ramée‎ ; انگلیسی به نام Peter Ramus ‎/ˈreɪməs/‎ ; ۱۵۱۵ – ۲۶ اوت ۱۵۷۲) یک انسان‌گرا، منطق‌دان و اصلاح‌گر آموزشی فرانسوی بود. او که یک نوکیش پروتستان بود، قربانی قتل‌عام روز سنت بارتولومئو شد.

## اوایل زندگی
او در روستای کاتس، پیکاردی به دنیا آمد. پدرش کشاورز بود. در سن دوازده سالگی (در حدود ۱۵۲۷) در کالج ناوار پذیرفته شد و به عنوان خدمتکار مشغول به کار شد. در آن زمان واکنشی علیه مکتب گرایی در یک دوره‌ی انتقالی برای ارسطوگرایی در جریان بود. به مناسبت دریافت مدرک کارشناسی ارشد خود در سال ۱۵۳۶، راموس ظاهراً پایان‌نامه خود را با عنوان Quaecumque ab Aristotele dicta essent, commentitia esse (همه آنچه ارسطو گفته‌است نادرست است) گرفته‌است، که والتر جی. اونگ به شرح زیر بیان می‌کند:
همه چیزهایی که ارسطو گفته‌است متناقض هستند، زیرا به طرز ضعیفی نظام‌مند هستند و تنها با استفاده از ابزارهای دلخواه می‌توان آنها را به ذهن متبادر کرد. گفتاری دربارهٔ هنر عقل.
به گفته اونگ این نوع تز جذاب در واقع در آن زمان معمول بود. با این حال، آونگ این سؤال را مطرح می‌کند که آیا راموس واقعاً این تز را ارائه کرده‌است یا خیر.

## اوایل حرفه دانشگاهی
راموس، به عنوان فارغ‌التحصیل از دانشگاه، دوره‌های سخنرانی را آغاز کرد. در این دوره او درگیر جنجال‌های جداگانه متعددی بود. یکی از رقیبان در سال ۱۵۴۳، ژوئاکیم پریون بود. او توسط ژاک شارپنتیه، استاد پزشکی، متهم به تضعیف پایه‌های فلسفه و دین شد. آرنو دوسا، شاگرد و دوست راموس، از او در برابر شارپنتیه دفاع کرد. راموس مجبور به مناظره با گوئانوس (آنتونیو دو گوویا) به مدت دو روز شد. موضوع به پارلمان پاریس و در نهایت به فرانسیس اول مطرح شد. که توسط او به یک کمیسیون پنج نفره ارجاع شد که راموس را به دلیل «عملکرد عجولانه، متکبرانه و گستاخانه» مجرم تشخیص دادند و سخنرانی‌های او را ممنوع کردند (۱۵۴۴).

## پشتیبانی سلطنتی
او از پاریس عقب‌نشینی کرد، اما به زودی پس از بازگشت، فرمان علیه او توسط هانری دوم لغو شد، که در سال ۱۵۴۷ از طریق نفوذ چارلز، کاردینال لورن، به سلطنت رسید. او در کالج دو ناوار مقامی به دست آورد.
در سال ۱۵۵۱ هنری دوم او را به عنوان استاد دانشگاه در کالج دو فرانس منصوب کرد، اما به درخواست او عنوان منحصر به فرد و در آن زمان بحث‌برانگیز پروفسور فلسفه و فصاحت را به او دادند. او برای مدت قابل توجهی در برابر حضار ۲۰۰۰ نفری سخنرانی کرد. پیر گالاند، استاد دیگری در آنجا، سخنرانی پیتر رامی علیه آکادمی جدید (۱۵۵۱) را منتشر کرد و او را به دلیل نگرشش نسبت به ارسطو یک «شاه کش» خواند. اتهام جدی تر این بود که او یک آکادمیک تازه کار و به عبارت دیگر یک شکاک بود. اودوماروس تالیوس (اومر تالون ۱۵۸۱–۱۵۱۰)، یکی از متحدان نزدیک راموس، در واقع اثری را در سال ۱۵۴۸ منتشر کرده بود که برگرفته از توصیف سیسرون از شکاکیت آکادمیک، مکتب آرسه سیلائوس و کارنیادس بود.

## پس از تغییر مذهب

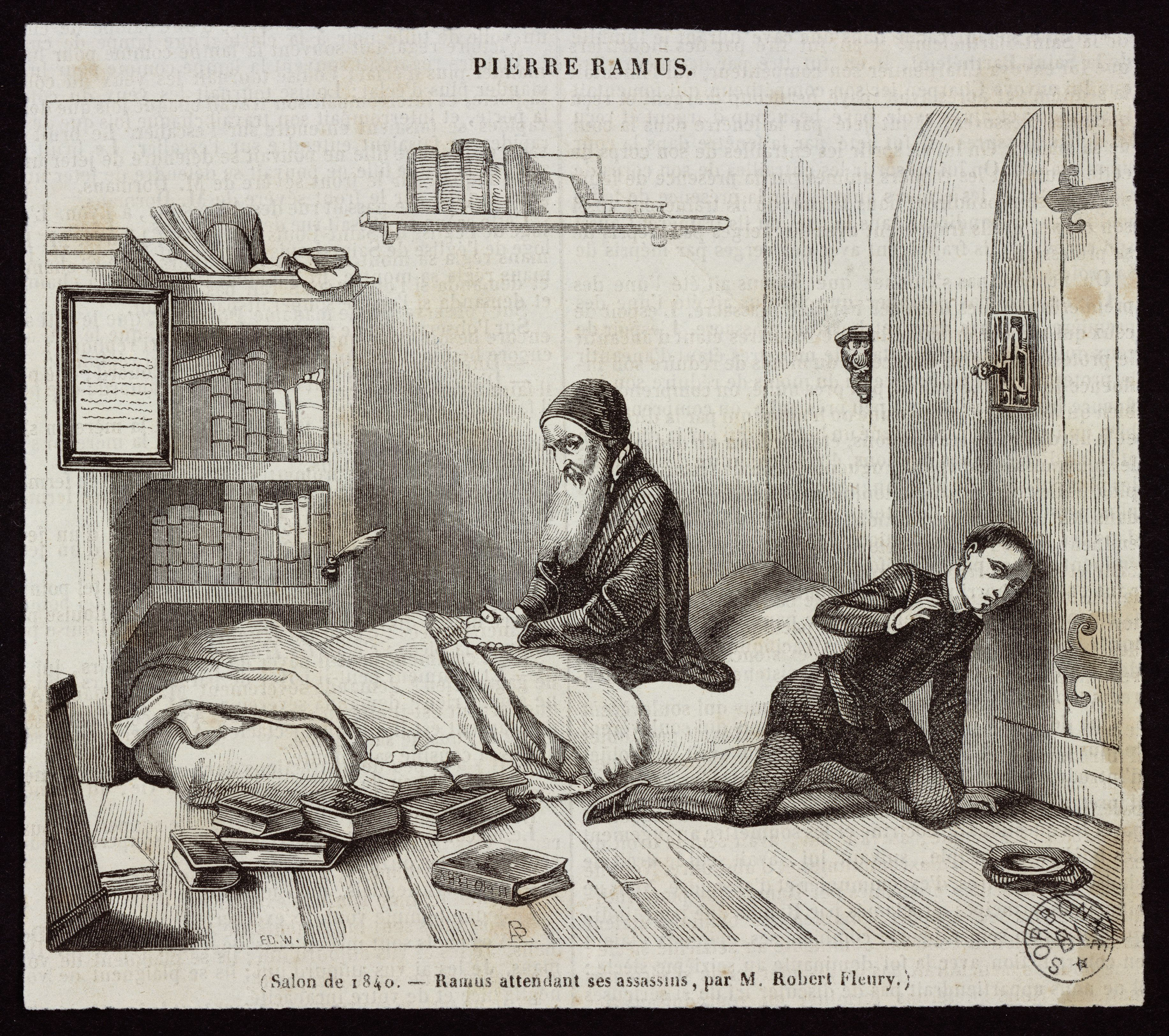
راموس در انتظار قاتلانش: حکاکی روی چوب توسط جوزف نیکلاس رابرت فلوری، ۱۸۴۰

در سال ۱۵۶۱ به دنبال پذیرش پروتستانتیسم با دشمنی قابل توجهی روبرو شد. او مجبور شد از پاریس فرار کند. و اگرچه در کاخ فونتنبلو پناهنده شد، خانه‌اش غارت شد و کتابخانه‌اش در غیاب او سوخت. او پس از این مدتی کرسی خود را از سر گرفت، اما در ۳۰ ژوئن ۱۵۶۸ به دادستان کل پادشاه احضار شد تا با سیمون بودیشون و اساتید دیگر صحبت شود. موقعیت او دوباره به قدری تهدیدآمیز بود که او صلاح دید که اجازه سفر بخواهد.
او حدود دو سال را در آلمان و سوئیس گذراند. اعتراف به ایمان لاروشل در سال ۱۵۷۱ مورد مخالفت او قرار گرفت و رابطه او با تئودور بزا قطع شد و راموس مجبور شد با عصبانیت برای هاینریش بولینگر بنویسد.
پس از بازگشت به فرانسه، در قتل‌عام روز سنت بارتولومئو (۱۵۷۲) قربانی شد. او برای مدتی در یک کتابفروشی در خیابان سنت ژاک پنهان شده بود و در ۲۶ اوت، سومین روز خشونت، به اقامتگاه خود بازگشت. در آنجا هنگام نماز چاقو خورد. از آن زمان تاکنون ظن‌ها علیه شارپنتیه مطرح شده‌است. مرگ او توسط یکی از اولین زندگینامه نویسان او، دوست و همکارش نیکولاس دو نانسل، به قتل سیسرون تشبیه شد.

## آموزگار
موضوع اصلی این است که ارسطوستیزی راموس ناشی از توجه به آموزش است. فلسفه ارسطویی، در شکل مدرن اولیه خود، به عنوان مکتبی که دوران خود را نشان می‌دهد، در وضعیتی آشفته و بی نظم بود. راموس با تقویت مجدد حس دیالکتیک به عنوان مبنای منطقی و روش شناختی اصلی برای رشته‌های مختلف، به دنبال ایجاد نظم و سادگی در آموزش فلسفی و مدرسی بود.
او در سال ۱۵۴۳ مشاهدات ارسطویی و پارتیشن‌های دیالکتیکی را منتشر کرد که اولی نقدی بر منطق قدیمی و دومی کتاب درسی جدیدی از علم بود. نسخه‌های اساساً تازه پارتیشن‌ها در سال ۱۵۴۷ با عنوان نهادهای دیالکتیک و در ۱۵۴۸ با عنوان مدرسه دیالکتیک ظاهر شدند. دیالکتیک او (۱۵۵۵)، نسخه فرانسوی تفکر او، اولین اثر در این زمینه در زبان فرانسوی است.
راموس در بخش‌های دیالکتیک استفاده از خلاصه‌ها، سرفصل‌ها، نقل‌قول‌ها و مثال‌ها را توصیه می‌کند. اونگ استفاده راموس از طرح‌های کلی را «سازماندهی مجدد کل دانش و در واقع کل جهان حیات بشری» می‌نامد.
پس از مطالعه آثار راموس، اونگ به این نتیجه رسید که نتایج «روش‌سازی» او در هنرها «آثار آماتوری مردی ناامید است که متفکر نیست، بلکه صرفاً یک مربی فرهیخته است». از سوی دیگر، کار او تأثیری فوری بر موضوع مرزهای انضباطی داشت، جایی که مربیان تا حد زیادی استدلال‌های او را تا پایان قرن پذیرفتند.

## منطق‌دان
منطق راموس برای مدتی از شهرت زیادی برخوردار بود و مکتبی از رامیست‌ها وجود داشت که در فرانسه، آلمان، سوئیس و هلند طرفداران زیادی داشت. با این حال، نمی‌توان گفت که نوآوری‌های راموس دوره‌ای متمایز از تاریخ منطق است، و دلیل کمی برای ادعای او مبنی بر جانشینی ارسطو توسط یک سیستم منطق مستقل وجود دارد. تمایز بین منطق طبیعی و ساختگی، یعنی بین منطق ضمنی گفتار روزانه و همان منطقی که در یک سیستم تصریح شده‌است، به کتاب‌های راهنمای منطقی منتقل شد.
او قیاس را اصلاح کرد. او فقط سه شکل اول را می‌پذیرد، مانند طرح ارسطویی اصلی، و در آثار بعدی خود نیز اعتبار شکل سوم را مورد حمله قرار می‌دهد، که در آن به دنبال نمونه لورنتیوس والا است. راموس همچنین شیوه مدرن استنباط ارقام را از جایگاه ترم میانی در مقدمات، به جای اینکه آنها را، همان‌طور که ارسطو انجام می‌دهد، بر اساس رابطه متفاوت ترم میانی به واژه اصلی و فرعی قرار دهد، قرار داد.

## سخنوری
همان‌طور که جیمز جاسینسکی توضیح می‌دهد، «دامنهٔ بلاغت در طول قرن شانزدهم، تا حدی به لطف آثار پیتر راموس، محدود شد». یاسینسکی در استفاده از کلمه «محدودشده» به استدلال راموس برای جدا کردن لفاظی از دیالکتیک (منطق) اشاره می‌کند، حرکتی که پیامدهای گسترده‌ای برای مطالعات بلاغی و برای برداشت‌های رایج از اقناع عمومی داشت. سخنوران معاصر تمایل به رد دیدگاه راموس به نفع برداشت گسترده‌تر (و از بسیاری جهات، ارسطویی) از هنرهای بلاغی به عنوان «گستره وسیعی از شیوه‌های زبانی معمولی» دارند. بلاغت به‌طور سنتی دارای پنج بخش بود که ابداع اولین بخش از آن بود. راموس اصرار داشت که بلاغت در کنار دیالکتیک از طریق دو کتابچه راهنمای اصلی مورد مطالعه قرار گیرد: اختراع و قضاوت در کتاب راهنمای دیالکتیک، و سبک و ارائه در کتابچه راهنمای بلاغت. حافظه، یکی از مهارت‌های پنج‌گانه بلاغت سنتی، توسط راموس به عنوان بخشی از روان‌شناسی در نظر گرفته شد، به جای اینکه بخشی از بلاغت باشد، و بنابراین از ایده او در مورد بلاغت و دیالکتیک دور شد. برایان ویکرز گفت که نفوذ رامیسم در اینجا به بلاغت افزوده‌است: بیشتر بر جنبه باقی مانده از سخن یا استفاده مؤثر از زبان متمرکز شده‌است و بر نقش زبانهای بومی اروپایی (به جای لاتین) تأکید می‌کند. اصلاحات رامیست گرایش سخنوران به تمرکز بر سبک را تقویت کرد. اثر این بود که بلاغت در ادبیات به کار رفت.
ابداع شامل چهارده موضوع از جمله تعریف، علت، معلول، موضوع، الحاقیه، تفاوت، مخالف، مقایسه، تشابه و شهادت است. سبک شامل چهار استعاره است: استعاره، بخش‌گویی، کنایه و تعریض. همچنین شامل قواعدی برای معیار شاعرانه و نثر مسجع، ارقام متناظر با نگرش‌هایی است که یک گوینده ممکن است اتخاذ کند، و برای تکرار. تحویل شامل استفاده از صدا و حرکات می‌شود.
گرایش بلاغی او در تعریف منطق به عنوان هنر بحث دیده می‌شود. او معتقد است که قواعد منطق را می‌توان با مشاهده روشی که سیسرون شنوندگانش را متقاعد کرد بهتر از مطالعه آثار ارسطو در مورد منطق (ارگانون) آموخت.
به گفته راموس، منطق به دو بخش تقسیم می‌شود: ابداع (بررسی مفهوم و تعریف) و قضاوت (شامل قضاوت مناسب، قیاس و روش). در اینجا او تحت تأثیر رودلفوس آگریکولا قرار گرفت. این تقسیم باعث شد که قضاوت یا شوخ‌طبعی به عنوان «پیتر دوم» نامگذاری شود. اما کاری که راموس در اینجا انجام می‌دهد در واقع لفاظی را دوباره تعریف می‌کند. پیکربندی جدیدی وجود دارد که منطق و بلاغت هر کدام دو بخش دارد: بلاغت برای پوشش سخن و تلفظ بود. به‌طور کلی رامیسم متمایل است با درختان دوتایی به عنوان روشی برای سازماندهی دانش سروکار داشته باشد.

## ریاضیدان
او همچنین به عنوان یک ریاضیدان، شاگرد یوهانس استورم شناخته می‌شد. پیشنهاد شده‌است که اشتورم از طریق سخنرانی‌های خود در سال ۱۵۲۹ در مورد هرموژن از تارسوس: روش دوگانگی رامیستی در هرموژن یافت می‌شود.
او شاگردان خودش را داشت. او با جان دی در ریاضیات مکاتبه کرد، و یک بار به الیزابت اول توصیه کرد که جان دی را به یک کرسی در دانشگاه منصوب کند.
نظرات راموس در مورد ریاضیات حاکی از محدودیت در عمل بود: او نظریه اقلیدس در مورد اعداد گنگ را بی فایده در نظر گرفت. تأکید بر کاربردهای فناورانه و ریاضیات مهندسی با جذابیت ملی‌گرایی همراه بود (فرانسه تقریباً پشت سر ایتالیا قرار داشت و نیاز داشت که از آلمان پیشی بگیرد).

## رامیسم
آموزه‌های راموس تا قرن هفدهم مورد استقبال گسترده قرار گرفت. جنبش‌های بعدی مانند بیکنیسم، پانسوفیسم و دکارت‌گرایی به روش‌های متفاوتی بر رامیسم بنا نهادند و از فضای خالی‌شده توسط برخی از ساده‌سازی‌ها (و ساده‌سازی‌های بیش از حد) که انجام داده بود، استفاده کردند. طولانی‌ترین رشته رامیسم در الهیات نظام‌مند کالوینیستی بود، جایی که کتاب‌های درسی با چارچوب رامیستی هنوز در قرن هجدهم به‌ویژه در نیوانگلند مورد استفاده قرار می‌گرفت.
اولین نوشته‌ها در مورد رامیسم، پس از مرگ راموس، شامل زندگی‌نامه‌هایی بود، و توسط شاگردانی از قبیل فریگیوس (۱۵۷۴یا ۱۵۷۵)، بانوسیوس (۱۵۷۶)، نانسلیوس (۱۵۹۹)، که تنها نانسلیوس از نزدیک با آن مرد آشنا بود. پیروان راموس در زمینه‌های مختلف عبارتند از: یوهانس آلتوسیوس، کاسپار اولویانوس، جان میلتون، یوهانس پیسکاتور، رودلف اسنلیوس و هیرونیموس تروتلر.

## آثار

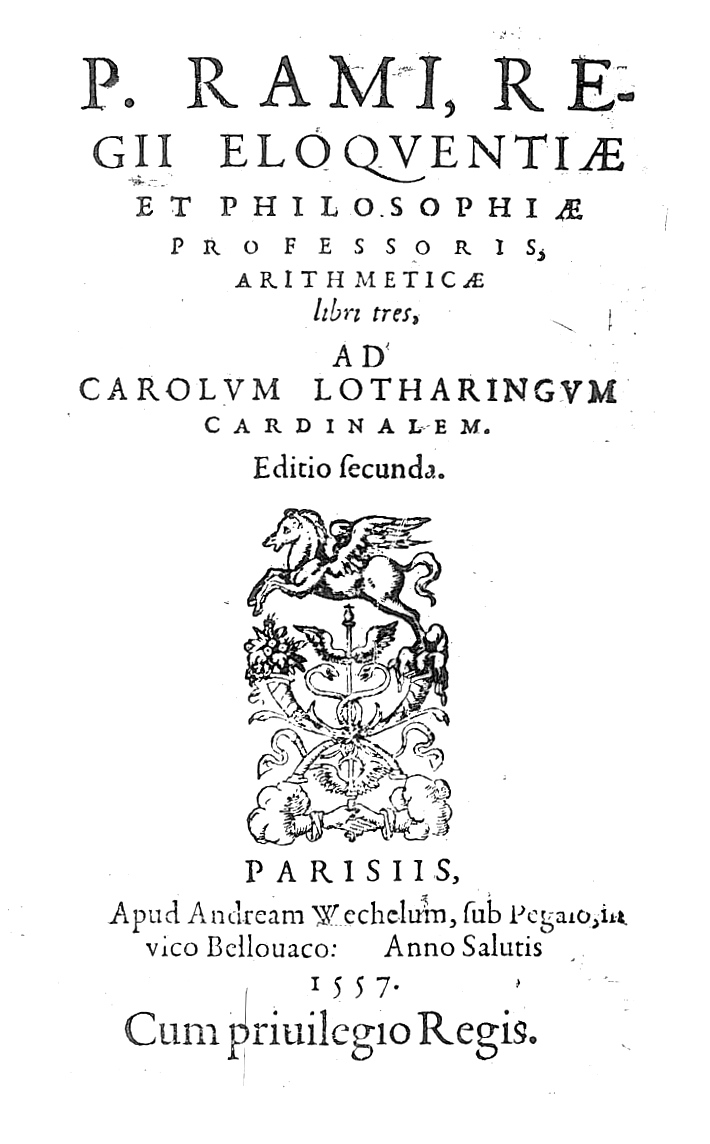
کتاب حساب سه، ۱۵۵۷

او در زمان حیاتش ۵۰ اثر منتشر کرد و ۹ اثر پس از مرگش پدیدار شد. آونگ وظیفه کتاب‌شناختی پیچیده ردیابی کتاب‌هایش را از طریق نسخه‌های آنها بر عهده گرفت.
- مشاهدات ارسطویی (۱۵۴۳)
- سوالات بروتین (۱۵۴۷)
- تمایزات بلاغی در کوینتیلیان (۱۵۴۹)
- دیالکتیک (۱۵۵۵)
- حساب (۱۵۵۵)
- در مورد آداب و رسوم گول‌های باستان (پاریس، ۱۵۵۹؛ چاپ دوم، بازل، ۱۵۷۲)
- کتاب شبه نظامیان سزار پاریس، ۱۵۸۴
- اطلاعیه اصلاحات دانشگاه پاریس اوروی، پاریس، (۱۵۶۲)
- سه دستور زبان: دستور زبان لاتین (۱۵۴۸)، دستور زبان یونانی (۱۵۶۰)، دستور زبان فرانسه (۱۵۶۲)
- دانشکده‌های فیزیک، متافیزیک، ریاضیات (۱۵۶۵، ۱۵۶۶، ۱۵۷۸)
- یک مقدمه ریاضی (پاریس، ۱۵۶۷)
- سی و یک کتاب مدارس ریاضی (بازل، ۱۵۶۹) (مشهورترین اثر او)
- تفسیر دین مسیحیت (فرانکفورت، ۱۵۷۶)

## یادداشت
1. ↑  "Petrus Ramus" – Britannica Academic
2. ↑  Ong, Ramus, pp. 36-37.
3. ↑  Ong, Ramus, pp. 36-41.
4. ↑  Kees Meerhoff, Bartholomew Keckerman and the Anti-Ramist Tradition, in Christoph Strohm, Joseph S. Freedman, H. J. Selderhuis (editors), Späthumanismus und reformierte Konfession: Theologie, Jurisprudenz und Philosophie in Heidelberg an der Wende zum 17. Jahrhundert (2006), p. 188.
5. ↑  "CATHOLIC ENCYCLOPEDIA: Arnaud d'Ossat". www.newadvent.org.
6. ↑  James J. Murphy, Peter Ramus's Attack on Cicero: Text and Translation of Ramus's Brutinae Quaestiones (1992), p. x.
7. ↑  "CATHOLIC ENCYCLOPEDIA: Peter Ramus". www.newadvent.org.
8. ↑  Robert Mandrou, From Humanism to Science 1480-1700 (1978), p. 122.
9. ↑  Compayré, Gabriel. "Ramus". www.inrp.fr/edition-electronique/lodel/dictionnaire-ferdinand-buisson.
10. ↑  Richard H. Popkin, The History of Scepticim from Erasmus to Spinoza (1979), pp. 28-30.
11. ↑  Edward Craig, Routledge Encyclopedia of Philosophy (1998), p. 52.
12. ↑  John D. Woodbridge, Kenneth S. Kantzer, Biblical Authority: A Critique of the Rogers/McKim Proposal (1982), p. 185, with caveats.
13. ↑  Katherine Duncan-Jones, Sir Philip Sidney: Courter Poet (1991), p. 60.
14. ↑  John Foxe's Book of Martyrs بایگانی‌شده  در ۲۰۰۷-۰۹-۲۷ توسط Wayback Machine, under Pierre de la Ramée.
15. ↑  "Ramus, method, and the decay of dialogue: From the art of discourse to the art of reason," 1958. Cambridge, MA: Harvard.
16. ↑  The Barbarian Within, 1962: 79-80.
17. ↑  Michelle Ballif, Michael G. Moran, Classical Rhetorics and Rhetoricians: Critical Studies and Sources (2005), p. 92.
18. ↑  Sourcebook on Rhetoric, 2001, pp. xvii-iii
19. ↑  Jasinski, James. Sourcebook on Rhetoric, 2001, pp. xviii
20. ↑  Steven Reid, Ramus, Pedagogy and the Liberal Arts: Ramism in Britain and the Wider World(2013), p. 13.
21. ↑  Peter Dixon, Rhetoric (1971), p. 65.
22. ↑  Brian Vickers, In Defence of Rhetoric (1988), p. 206.
23. ↑  Steven Reid, Ramus, Pedagogy and the Liberal Arts: Ramism in Britain and the Wider World(2013), p. 8.
24. ↑  Erland, Sellberg (9 May 2006). "Petrus Ramus". Stanford Encyclopedia of Philosophy.
25. ↑  Michael Losonsky, Language and Logic, in Donald Rutherford (editor), The Cambridge Companion to Early Modern Philosophy (2006), p. 176.
26. ↑  Thomas M. Conley, Rhetoric in the European Tradition (1994), p. 131.
27. ↑  پتروس راموس در پروژه تبارشناسی ریاضی
28. ↑  Peter French, John Dee (1972), p. 143.
29. ↑  Peter French, John Dee (1972), p. 169.
30. ↑  A. G. Keller, Mathematicians, Mechanics, and Experimental Machines in Northern Italy in the Sixteenth Century, p. 16, in Maurice Crosland (editor), The Emergence of Technology in Western Europe (1975).
31. ↑  Thomas Johannes Freigius (1543–1583) was a Swiss scholar; "Historische Tabellenwerke - Freigius" (به آلمانی). Archived from the original on 2011-05-05. Retrieved 2011-03-27..
32. ↑  Théophile de Banos (died c. 1595) was a Huguenot pastor and author, originally from Bordeaux. Commentariorum de religione Christiana libri quatuor, nunquam antea editi (Frankfurt, 1576) included a biography of Ramus; Banosius was preacher in Frankfurt 1572 to 1578. Note in.
33. ↑  Erland, Sellberg (9 May 2006). "Petrus Ramus". {{cite journal}}: Cite journal requires |journal= (help)
34. ↑  "Ramus, Petrus". www.ccel.org.

## برای مطالعهٔ بیشتر
- Nelly Bruyère, Méthode et dialectique dans l'oeuvre de La Ramée: Renaissance et Age classique, پاریس، Vrin 1984
- دسماز، چارلز. پتروس راموس، پروفسور au Collège de France, sa vie, ses ecrits, sa mort (پاریس، ۱۸۶۴).
- فینگولد، مردخای؛ فریدمن، جوزف اس. راتر، ولفگانگ (ویرایشات). تأثیر پتروس راموس مطالعات فلسفه و علوم قرن شانزدهم و هفدهم. شوابه، بازل ۲۰۰۱،شابک ‎۹۷۸-۳-۷۹۶۵-۱۵۶۰-۶.
- فریدمن، جوزف اس. فلسفه و هنر در اروپای مرکزی، ۱۵۰۰–۱۷۰۰: تدریس و متون در مدارس و دانشگاه‌ها (اشگیت، ۱۹۹۹).
- گریوز، فرانک پیرپونت. پیتر راموس و اصلاحات آموزشی قرن شانزدهم (مک میلان، ۱۹۱۲).
- هافدینگ، هارالد. تاریخ فلسفه مدرن (ترجمه انگلیسی، ۱۹۰۰)، ج. i.185.
- هاوارد هاتسون، یادگیری رایج: رامیسم و پیامدهای آلمانی آن، ۱۵۴۳–۱۶۳۰ (آکسفورد: انتشارات دانشگاه آکسفورد، ۲۰۰۷).
- لوبشتاین، پل. پتروس راموس آل تئولوگ (استراسبورگ، ۱۸۷۸).
- میلر، پری. ذهن نیوانگلند (انتشارات دانشگاه هاروارد، ۱۹۳۹).
- میلتون، جان. یک دوره کامل در هنر منطق مطابق با روش پیتر راموس (لندن، ۱۶۷۲). اد. و ترانس. والتر جی آونگ و چارلز جی ارمتینگر. نثرهای کامل جان میلتون: جلد ۸. اد. موریس کلی. New Haven: Yale UP، ۱۹۸۲. ص. ۲۰۶–۴۰۷.
- اونگ، والتر جی (۱۹۸۲). شفاهی و سواد: فن آوری کلمه. نیویورک: Methuen. (p. viii).
  - ---. راموس، روش و زوال گفتگو: از هنر گفتمان تا هنر عقل (انتشارات دانشگاه هاروارد، ۱۹۵۸؛ با پیشگفتار جدیدی توسط آدریان جانز، انتشارات دانشگاه شیکاگو، ۲۰۰۴ منتشر شد. آونگ، اس جی، والتر جی: راموس، روش و زوال گفتگوشابک ‎۰-۲۲۶-۶۲۹۷۶-۷).
  - ---. فهرست راموس و تالون (انتشارات دانشگاه هاروارد، ۱۹۵۸).
- اوون، جان. شکاکان رنسانس فرانسه (لندن، ۱۸۹۳).
- Pranti, K. "Uber P. Ramus" در Munchener Sitzungs berrichte (1878).
- Saisset، Émile. Les precurseurs descartes (پاریس، ۱۸۶۲).
- شرات، پیتر. «وضعیت کنونی مطالعات در مورد راموس»، Studi francesi 47-48 (1972) 201-13.
  - -. "کار اخیر در مورد پیتر راموس (۱۹۷۰–۱۹۸۶)،" Rhetorica: A Journal of the History of Rhetoric 5 (1987): 7-58.
  - -. "راموس ۲۰۰۰"، رتوریکا: مجله تاریخ بلاغت ۱8 (2000): ۳۹۹–۴۵۵.
- وویگت. Uber den Ramismus der Universität Leipzig (لایپزیگ، ۱۸۸۸).
- Waddington, Charles De Petri Rami vita, scriptis, philosophia (پاریس، ۱۸۴۸).